# Kirgizisztán a 2018. évi téli olimpiai játékokon
Kirgizisztán a dél-koreai Phjongcshangban megrendezett 2018. évi téli olimpiai játékok egyik részt vevő nemzete volt. Az országot az olimpián 2 sportágban 2 sportoló képviselte, akik érmet nem szereztek.

## Alpesisí
Férfi
| Versenyző        | Versenyszám      | 1. futam | 1. futam | 2. futam | 2. futam | Összesítés | Összesítés |
| Versenyző        | Versenyszám      | Idő      | Hely.    | Idő      | Hely.    | Idő        | Helyezés   |
| ---------------- | ---------------- | -------- | -------- | -------- | -------- | ---------- | ---------- |
| Evgeniy Timofeev | Óriás-műlesiklás | 1:20,90  | 72.      | 1:20,13  | 63.      | 2:41,03    | 63.        |
| Evgeniy Timofeev | Műlesiklás       | 1:01,56  | 49.      | 1:02,37  | 40.      | 2:03,93    | 40.        |

## Sífutás
Sprint
| Versenyző          | Versenyszám         | Selejtező | Selejtező | Negyeddöntő | Negyeddöntő | Elődöntő | Elődöntő | Döntő   | Helyezés |
| Versenyző          | Versenyszám         | Idő       | Hely.     | Idő         | Hely.       | Idő      | Hely.    | Idő     | Helyezés |
| ------------------ | ------------------- | --------- | --------- | ----------- | ----------- | -------- | -------- | ------- | -------- |
| Tariel Zharkymbaev | Férfi egyéni sprint | 4:05,99   | 75.       | kiesett     | kiesett     | kiesett  | kiesett  | kiesett | 75.      |